# Чон Монджун
Чон Монджун (кор. 정몽준, общепринятая латинская транскрипция — Chung Mong-joon; 15 ноября 1951, Пусан) — промышленник, бизнесмен и политик Республики Корея. Он является почетным вице-президент ФИФА и экс-президент Корейской футбольной ассоциации.

## Биография
Чон Монджун является шестым сыном основателя конгломерата «Hyundai» Чон Чжу-ёна. Он также является владельцем контрольного пакета акций в «Hyundai Heavy Industries Group», втором по величине корейском чеболе и одной из крупнейших корпораций в мире. Миллиардер, в рейтинге журнала Forbes в 2015 году состояние оценивается в $1,14 млрд.
Чон Монджун — выпускник Сеульского национального университета, Массачусетского технологического института и университета Джонса Хопкинса, где он получил степень доктора философии. Он также является председателем Ульсанского университета Ульсанского колледжа в Ульсане.
Он также является членом Национального собрания Республики Корея. В 1988 году, Чон Монджун получил место в Национальном собрании и в настоящее время его седьмой депутатский срок.
Талантливый спортсмен, он завоевал серебряную медаль в чемпионате Южной Кореи по конному спорту в 1976 году (конкур), а также занял четвертое место в чемпионате по лыжным гонкам (гонки по пересеченной местности).
17 августа 2015 официально подал заявку на пост президента ФИФА